# 친임관

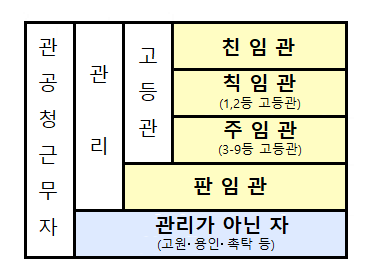
일본제국 관료제.

친임관(일본어: 親任官 신닌칸[*])은 일본 제국 헌법에서 규정하는 관료제 계급 최상위다. 일반 관등의 위에 위치하고 있으며, 천황의 친임식을 거쳐 임명된다. 관기에는 천황이 친서한다. 칙임관과 함께 호칭으로 각하를 사용한다.
현재의 일본국 헌법하에서도 내각총리대신과 최고재판소장관은 천황이 친임식을 하지만 구일본제국 관등제가 폐지되었기 때문에 친임관이라고 칭하지는 않는다.